# Donat Kurti
Donat Kurti (Shkodra, 1903. szeptember 3. – Fushë-Firej, Shkodra határában, 1983. november 10.) albán ferences szerzetes, pedagógus, folklorista, egyháztörténész. Az albán népi epika és az albániai ferences rendtartomány monográfusa volt.

## Életútja
Shkodrában született, középfokú tanulmányait szülővárosában végezte el. 1920 szeptemberében belépett a ferences rendbe, majd a római Collegium Antonianumban tanult teológiát és filozófiát. Az olasz fővárosban szentelték pappá 1927. szeptember 24-én.
Hazatérését követően a shkodrai ferences Collegium Illyricum tanára, később igazgatója lett. A második világháborút követően megszilárdult kommunista államhatalom vallásüldözése idején 1946-ban letartóztatták, és a nép ellenségeként halálra ítélték. A verdiktet később életfogytiglani szabadságvesztésre változtatták, és Kurti a következő tizenhét évet shkodrai, burreli, bedeni és ormani  börtönökben és munkatáborokban töltötte. 1963-ban helyezték szabadlábra. Noha az albán népi epikus hagyományok egyik legnagyobb szakértőjének számított, szakmájában nem dolgozhatott, azt sem engedélyezték számára, hogy az 1983 októberében Tiranában e témában megtartott nemzetközi konferencián részt vegyen. Életét szegénységben, Shkodra határában egy omladozó viskóban fejezte be.

## Munkássága
Fiatal korában tehetséget mutatott a nyelvek, a zene és a festészet területén egyaránt, de végül az albán népköltészet és az epikus hagyományok kutatása mellett kötelezte el magát. Bernardin Palajjal összegyűjtötték és 1937-ben Kângë kreshnikësh dhe legenda címen kiadták a legrégibb és egyik legnagyobb albán hősepikai ciklust, a határvédő énekeket. 1940–1942-ben két kötetben adta közre népmesegyűjtéseit, a kéziratban maradt harmadik kötet csak posztumusz, 2005-ben jelent meg.
1963-as szabadlábra helyezését követően az albániai ferences rend történeti monográfiáján dolgozott, amely kéziratban maradt, és csak a rendszerváltást követően adták ki. Ugyancsak élete utolsó szakaszában lefordította az Újszövetséget geg albán nyelvre.